# چاکال‌لی (قره‌عیسی‌لی)
چاکال‌لی (به ترکی استانبولی: Çakallı) یک منطقهٔ مسکونی در ترکیه است که در کارایسالی واقع شده‌است.